# Peter Kozler
Peter Kozler [pétər kózlər] (tudi Kosler), slovenski pravnik, gospodarstvenik, geograf, kartograf in politik nemškega rodu, * 16. februar 1824, Koče pri Kočevski Reki, † 16. april 1879, Ljubljana.

## Življenje
Peter Kozler, sin Ivana in Marije (rojena Zeman), je bil rojen 16. februarja 1824 v Kočah pri Kočevski Reki. Po rojstvu je živel v Ortneškem gradu pri Ribnici, ki ga je družina Kosler pridobila leta 1823. V osnovno šolo je hodil pri Sv. Gregorju pri Ribnici. Leta 1831 je prišel v Ljubljano na normalko in nato še gimnazijo (1835–40). V Italiji je študiral v Padovi logiko in fiziko v Pavii. Odšel je na Dunaj, kjer je doštudiral pravo (1843–46), ter bil praktikant pri kriminalnem in civilnem sodišču (1847). Leta 1848 je opravil sodniški izpit, nato je bil odvetniški pripravnik pri F. Župančiču ter leta 1849 nadaljeval v državni službi.
Kot aktuar je služboval v Rovinju (1849) in Labinu (1850), kot adjunkt v Vodnjanu (1851), namestnik državnega tožilca v Pazinu (1851) in Tolminu (1852), vodja državnih tožilcev v Gorici (1854), tajnik deželnega sodišča v Trstu (1855). Leta 1856 je izstopil iz državne službe in postal notar v Sežani (1857–1863). Po očetovi smrti je prevzel njegovo trgovino na Dunaju. Z brati in sestro je leta 1866 kupil Cekinov grad v Šiški, ki je bil do tedaj last Pagliaruzzijev, osnoval in vodil pivovarno, ki je pričela delovati maja 1864. To je bila  tedaj največja pivovarna na Kranjskem.

## Delo
Čeprav je bil njegov materni jezik nemški, se je ogrel za slovenstvo in se zavzemal za idejo Zedinjene Slovenije. Zedinjeno Slovenijo si je predstavljal v obsegu Ilirskega kraljestva, povečanega za slovensko govoreča področja Štajerske in Prekmurja. 
Kozler je dandanes verjetno najbolj znan kot avtor Zemljovida slovenske dežele, nastalega v letih od 1848 do 1852, in kot ustanovitelj Pivovarne Union. Čeprav se je popolnoma poistovetil s slovensko kulturo in narodnostnim bojem, se je istočasno zavzemal, da bi v Zedinjeni Sloveniji enakopravno sobivali tako slovenska kot nemška kultura. Več razstav o Koslerju je pripravil kustos Pokrajinskega muzeja iz Kočevja, Ivan Kordiš.  
Danes se po Petru Kozlerju imenuje Slovensko kočevarsko društvo Peter Kosler.